# Búčske slanisko
Búčske slanisko je přírodní rezervace v katastrálním území obce Búč v okrese Komárno v Nitranském kraji na Slovensku. Území bylo vyhlášeno v roce 1993 a jeho rozloha je 20,4 hektaru. Předmětem ochrany lokalita s výskytem ostřice dělené (Carex divisa), miříku plazivého (Helosciadium repens) a dalších rostlinných druhů Podunajské nížiny, z nichž některé zde mají severní hranice svého areálu.